# L'Hiver du mécontentement (film)
Pour les articles homonymes, voir L'Hiver du mécontentement.
Pour plus de détails, voir Fiche technique et Distribution.
L'Hiver du mécontentement (en arabe : الشتا إللى فات, El sheita elli fat) est un film dramatique égyptien réalisé par Ibrahim El Batout (ar), sorti en 2013.
Il est sélectionné pour représenter l'Égypte aux Oscars du cinéma 2014 dans la catégorie meilleur film en langue étrangère.

## Synopsis
Trois histoires croisées, avec en arrière-plan la Révolution égyptienne de 2011 : l'histoire d'un officier de sécurité d’État, celle d'un présentateur de télévision entraîné au milieu des événements, et celle d'un ingénieur. Le film explore l'angoisse d'un peuple dont le pays a radicalement changé, dans une atmosphère de terreur et d'incertitude caractérisant les derniers jours de règne de Moubarak.

## Fiche technique
- Titre : L'Hiver du mécontentement[2] ou Winter of Discontent
- Titre original : الشتا إللى فات, El sheita elli fat
- Réalisation : Ibrahim El Batout (ar)
- Scénario : Ibrahim El Batout
- Photographie : Victor Credi
- Pays : Égypte
- Langue : arabe
- Genre : Film dramatique
- Durée : 96 minutes
- Dates de sortie : 
  - Italie : 1er septembre 2012 (Mostra de Venise 2012)
  - Égypte : 19 avril 2013

## Distribution
- Salah Hanafy :
- Amr Waked :
- Tamer Abdul-Hamid : Malik
- Salah Alhanafy : Adel
- Moataz Mosallam : Moataz
- Farah Youssef :

## Distinctions

### Récompenses
- Festival international du film du Caire 2013 : mention spéciale
- Festival international du film de Dubaï 2013 : Muhr Arab Award du meilleur acteur pour Amr Waked
- Festival du film méditerranéen de Montpellier 2013 :
  - Prix des critiques
  - Antigone d'or - mention spéciale

### Nominations
- Mostra de Venise 2012
- Festival international du film de Stockholm 2012
- Festival international du film de Palm Springs 2014